# Isoetes histrix
Isoète épineux, Isoète des sables, Isoète hérissé
Espèce
Isoetes histrix, de noms communs Isoète épineux, Isoète des sables ou Isoète hérissé, est une espèce de plantes vivace de la famille des Isoetaceae et du genre Isoetes, originaire d'Europe et d'Afrique du Nord.

## Description

### Appareil végétatif
L'Isoète épineux est une plante terrestre, vivace, à racines velues et à bulbe souterrain entouré d'écailles épineuses (restes sclérifiés des anciennes bases foliaires). Les feuilles font 4–10 cm de longueur, sont étroites et assez coriaces, disposées en rosette au ras du sol (plus rarement redressées) et munies de quatre cavités aérifères longitudinales cloisonnées transversalement, à base engainante et munie d'une petite ligule peu visible.

### Appareil reproducteur

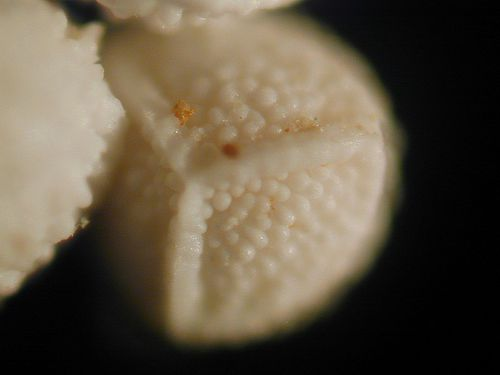
Détail des spores.

Les sporanges sont situés dans une excavation de la face intérieure de la base foliaire en dessous de la ligule et sont recouverts d'un voile complet. Les mégaspores sont blanches, ornées de nombreux tubercules, sur les feuilles externes ; les microspores sont couvertes de fines fibrilles enchevêtrées sur les feuilles internes.

### Confusions possibles
La confusion peut exister avec Isoetes durieui, dont les mégaspores sont à surface alvéolée, qui pousse dans les mêmes milieux, mais I. histrix peut également être confondu avec des formes jeunes de plantes bulbeuses telles que les scilles, etc.

## Biologie
Les spores sont mâtures à la fin du printemps, en avril. L'Isoète épineux est un géophyte bulbeux assez profondément enterré. L'espèce est diploïde, ses cellules possèdent 22 chromosomes. Les feuilles se développent en automne et hiver ; elles se dessèchent et disparaissent à la fin du printemps.

## Habitat et écologie
L'espèce est difficilement repérable dans les pelouses sablonneuses des côtes (feuilles courtes, filiformes, formant des touffes). C'est une plante des pelouses rases littorales ou arrière-littorales, très humides (voire temporairement inondées) en hiver et au printemps mais s’asséchant l'été ; elle pousse aussi dans des dépressions et bordures d'étangs, presque toujours en situation ouverte, uniquement sur sol siliceux, à basse altitude ; des mares temporaires méditerranéennes. Cette espèce a cependant été signalée jusque vers 1 000 m d'altitude en Italie.

## Répartition
Son aire de répartition est méditerranéenne-atlantique. On rencontre l'Isoète épineux en Turquie, au Moyen-Orient (Syrie, Liban) et en Afrique du Nord. En Europe, l'espèce est présente dans la moitié occidentale de la péninsule Ibérique (Portugal, Espagne), puis vers le nord, le long de l'Atlantique, jusqu'au sud-ouest des îles Britanniques ; également sur le pourtour méditerranéen (Italie, Sardaigne et Sicile, Macédoine, Grèce et Crète). En France, I. histrix est assez répandu en Corse (dans les dépressions des maquis), le long de l'Atlantique (Bretagne, Vendée, côte landaise), dans la Vienne et en Brenne, ainsi que dans les Deux-Sèvres. L'espèce est plus localisée sur la bordure méditerranéenne continentale (Maures, Roussillon).

## Menaces et conservation
L'espèce est très localisée et en régression (voire disparition) sur certaines de ses stations. Les milieux propices à l'installation de cette plante sont fragiles et en régression très sensible. L'espèce est classée « en danger critique d'extinction » (CR) en Centre-Val-de-Loire, « en danger » (EN) en Poitou-Charentes et Provence-Alpes-Côte-d'Azur et « espèce vulnérable » (VU) en Aquitaine et Pays-de-la-Loire.

## Taxonomie
L'espèce est décrite par le botaniste français Jean-Baptiste Bory de Saint-Vincent en 1844. Plusieurs sous-espèces et variétés lui ont été rattachées, mais aucune n'est reconnue.
Isoetes histrix a pour synonymes :
- Calamaria histrix (Bory) Kuntze, 1891
- Cephaloceraton gymnocarpum Gennari, 1862
- Cephaloceraton histrix var. subinerme Gennari, 1862
- Cephaloceraton histrix (Bory) Gennari, 1862
- Isoetes chaetureti Mendes, 1961
- Isoetes delalandei J.Lloyd, 1852
- Isoetes gymnocarpa (Gennari) A.Braun, 1864
- Isoetes histrix f. subinermis Durieu, 1861 (nom. nud.)
- Isoetes histrix proles delalandei (J.Lloyd) Rouy, 1913
- Isoetes histrix proles sicula (Tod.) Rouy, 1913
- Isoetes histrix subsp. delalandei (J.Lloyd) P.Fourn., 1934
- Isoetes histrix subsp. sicula (Tod.) P.Fourn., 1934
- Isoetes histrix var. subinermis (Gennari) Durieu ex Motelay & Vendryès, 1883
- Isoetes sicula Tod., 1866
- Isoetes subinermis (Gennari) Cesca & Peruzzi, 2001

Cette espèce se nomme en français « Isoète épineux », « Isoète des sables » ou « Isoète hérissé ».